# Ozarba acclivis
Ozarba acclivis är en fjärilsart som beskrevs av Felder 1874. Ozarba acclivis ingår i släktet Ozarba och familjen nattflyn. Inga underarter finns listade i Catalogue of Life.